# Bandaż

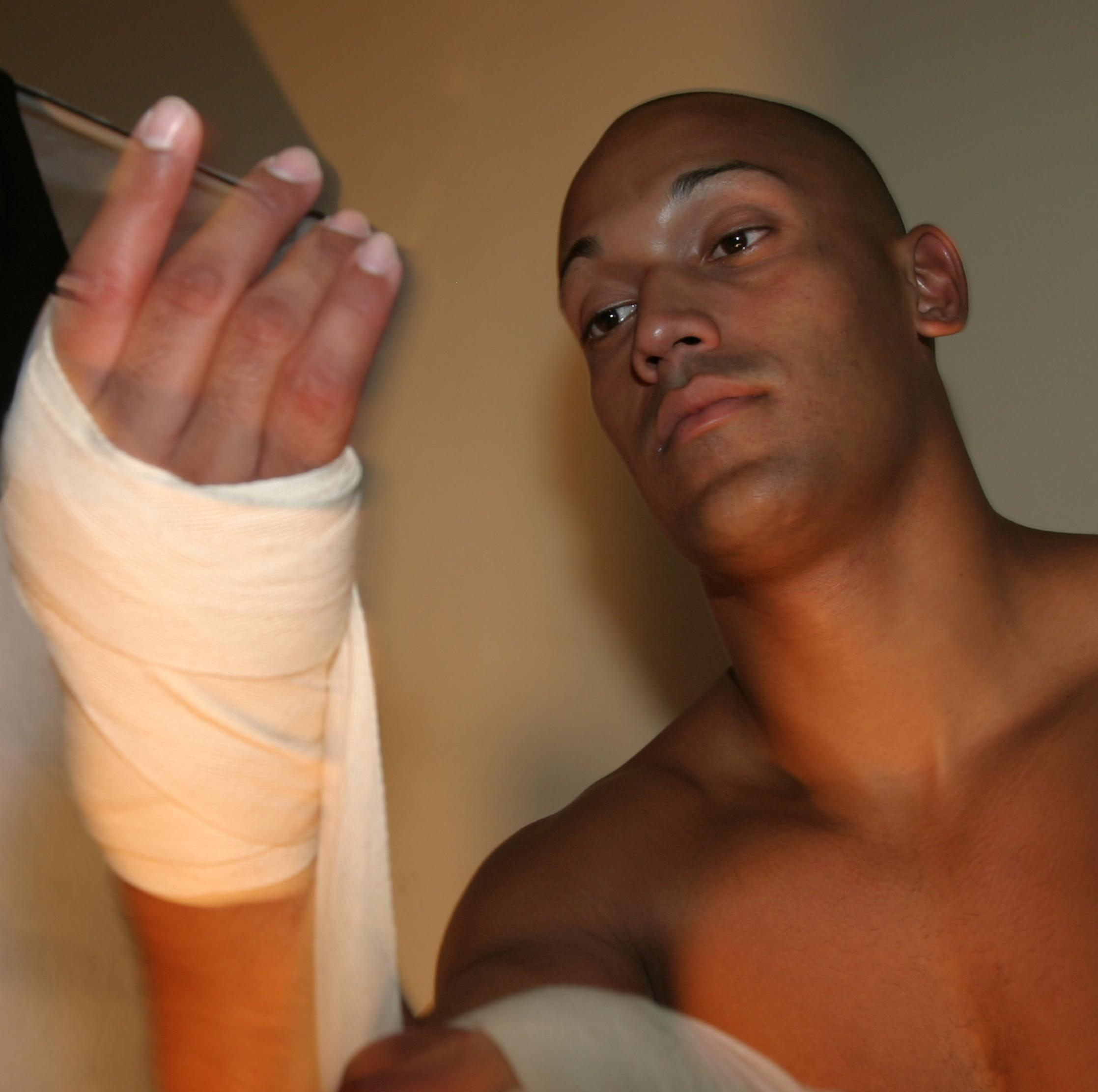
Bandażowanie dłoni

Bandaż (fr. bandage) – płat lub wstęga gazy, płótna, muślinu bądź innej tkaniny, dzianiny a nawet tkanino-dzianiny; stosowany do mocowania opatrunków, unieruchomienia kończyny lub powstrzymania krwawienia. W sprzedaży występuje najczęściej w postaci rolek taśmy.

## Rodzaje bandaży i ich zastosowanie
- Bandaż gipsowy – stosowany do unieruchomienia złamanej kończyny[1]; po zwilżeniu, nałożony na złamaną kość (i na sąsiednie stawy), tworzy twardą skorupę. Bandaż taki składa się z gazy lub innej tkaniny impregnowanej gipsem[2].
- Bandaż elastyczny – wykonany z elastycznej tkaniny, przeważnie zawierającej dodatki z włókien syntetycznych np. poliamid lub poliester. Przymocowanie opaski wykonuje się przy pomocy metalowej zapinki, która zwykle jest w zestawie z bandażem. Stosowany do unieruchamiania złamań, zwichnięć i innych urazów narządów ruchu[3], dla powstrzymania krwawienia[4], używany także w przypadku złamania żeber.
- Bandaż dziany (opaska dziana podtrzymująca) – wykonany z nieelastycznej tkaniny np. wiskozy lub poliestru. Stosowany do przymocowania opatrunku do ciała[3].
- Bandaż półelastyczny – wykonany z tkaniny jest pośrednim rodzajem bandażu między opaską dzianą i elastyczną. Stosowany do podtrzymania opatrunków na trudnych do bandażowania częściach ciała np. w okolicy stawów[3].
- Bandaże kohezyjne – bandaże elastyczne przywierające same do siebie (nie ma w nich potrzeby stosowania zapinek), nie lepią się przy tym do skóry czy włosów i można je oderwać bez używania nożyczek. Stosowane są do opatrywania silnie krwawiących ran, podtrzymywania opatrunków w miejscach ruchomych i trudno dostępnych. Głównie używane są przez sportowców do stabilizacji stawów[3]. Mają wiele zalet, zasadniczą wadą jest jednak cena i dostępność.
- Oprócz bandaży wykonanych z tkanin stosuje się także bandaż w sprayu. Ma on zastosowanie do opatrywania ran powierzchniowych, otarć i zadrapań. Nanosi się go na osuszoną i oczyszczoną ranę[3].

Tę samą funkcję co bandaże pełnią siatki opatrunkowe.

## Bandażowanie
Istnieje wiele technik bandażowania zależnych od okolicy ciała. Bandażowania nie zaczyna się w miejscu rany, pierwszy zwój powinien być nad lub pod miejscem skaleczenia. W przypadku kończyn zaleca się, by rozpoczynać od miejsca położonego najdalej od środka ciała i kierować się do tych bliższych.
Bandażowanie stosowane jest także w celach leczniczych. Do tej grupy należy tzw. bandażowanie kompresyjne. Bandażowanie takie wspomaga pracę mechanizmów odpowiedzialnych za prawidłowe krążenie chłonne i żylne. Wskazaniem do stosowania są m.in. obrzęki limfatyczne, niewydolność żylna, żylaki kończyn dolnych, obrzęki nóg podczas ciąży.

## Historia
Najstarszy znany traktat na temat leczenia urazów pochodzi ze Starożytnego Egiptu (ok. 2500 lat p.n.e.). Na cześć jego odkrywcy nazwano go Papirusem Edwina Smitha. Wynika z niego, że Egipcjanie nakładali na ranę miód, całość owijali usztywnionymi żywicą paskami tkaniny. W Starożytnym Egipcie paski tkaniny wykorzystywano też w procesie mumifikacji (owijano w nie zakonserwowane już zwłoki - mumie). Są one uważane za protoplastów współczesnych bandaży.